# Scaris multilinea
Scaris multilinea är en insektsart som beskrevs av Walker 1858. Scaris multilinea ingår i släktet Scaris och familjen dvärgstritar. Inga underarter finns listade i Catalogue of Life.